# Taeko Kawata
Taeko Kawata (jap. 川田 妙子 Kawata Taeko; właściwie Yamada (jap. 山田), ur. 20 marca 1965) – japońska aktorka głosowa. Była związana z agencją 81 Produce, obecnie freelancer. Znana głównie z ról Aralki Spadkowskiej z anime Dr Slump oraz z dubbingowania głosu różowej jeżycy Amy Rose z Sonic X. Dla japońskich wersji językowej podkładała głos najmłodszej córce Simpsonów Maggie Simpson oraz głos Lila DeVille w filmie animowanym Pełzaki w Paryżu. Dubbingowała też głosy jednej z bliźniaczek – (Ashley Burke) w serialu Bliźniaczki w wersji japońskiej. Taeko Kawata ma 155 cm wzrostu.

## Telewizyjne seriale anime
- Cinnamon The Movie (Cinnamoroll)
- Cardcaptor Sakura (Yuuki Tachibana)
- Casshern Sins (Niko)
- Chibi Maruko-chan (Toshiko Tsuchihashi)
- Cosmic Baton Girl Comet-san (Rababou)
- D.Grayman (Level 4 Akuma)
- D.N.Angel (Mio Hio, Emiko Niwa (dziecko))
- Dr. Slump (Aralka Spadkowska)
- Futari wa Pretty Cure Max Heart (różne głosy)
- Futari wa Pretty Cure Splash Star (Królowa Filia)
- Hamtaro – wielkie przygody małych chomików (Mineko-chan, Yume-chan)
- HeartCatch Pretty Cure! (wróżka Chypre)
- Konjiki no Gash Bell!! (Rushka)
- Little Snow Fairy Sugar (Kanon)
- Maluda (Kaoru Nishino)
- Naruto (Yoshino Kaede)
- One Piece (Milia)
- Pita-Ten (Shino)
- Princess Nine (Nene Mouri)
- R.O.D the TV (Hisami Hishiishi)
- Sailor Moon (Momoko Momohara)
- Seraphim Call (Tanpopo Teramoto)
- Sonic X (Amy Rose)
- Strange+ (Dorothy)
- Trzy małe duszki (Sally (Socchi))
- Wedding Peach (Ohima, Luc)
- Wolf’s Rain (Neige)

## Dubbing

### Seriale i filmy animowane
- Aladyn
- Amerykańskie opowieści Fiewela (Yasha Mousekewitz)
- Babar (Flora)
- Goofy i inni
- My Little Pony: Przyjaźń to magia (Sweetie Belle)
- Pełzaki w Paryżu – Lillian „Lil” DeVille
- Simpsonowie (Maggie Simpson)

### Live-action
- Babel (Elle Fanning)
- Pełna chata (Michelle Elizabeth Tanner)
- Poltergeist (Carol Anne Freeling)
- Bliźniaczki (Ashley Burke (Ashley Olsen))
- Nigdy więcej (Gracie) (Tessa Allen)
- Małolaty ninja w lunaparku (Michael „Tum Tum” Douglas), (James Paul Roeske II)

Oraz role epizodyczne w takich filmach i serialach jak:
- Wodny świat (Enora)
- Tajny świat Alex Mack (Jenny)
- Ostry dyżur (Rachel (dziecko), różne)
- Obcy – decydujące starcie
- X-Men 2 (dziewczyna)
- Sue Thomas: Słyszące oczy FBI (Sue Thomas (dziecko))
- Bez śladu
- Kit Kittredge: Amerykańska dziewczyna
- Król i ja
- Nieustraszony
- Flintstonowie